# Liste der Monuments historiques in Chauvoncourt
Die Liste der Monuments historiques in Chauvoncourt führt die Monuments historiques in der französischen Gemeinde Chauvoncourt auf.

## Liste der Immobilien
| Bezeichnung            | Beschreibung        | Standort                  | Kennzeichnung | Schutzstatus | Datum | Bild |
| ---------------------- | ------------------- | ------------------------- | ------------- | ------------ | ----- | ---- |
| Menhir La grosse Borne | aus dem Neolithikum | Chemin de Praimont (Lage) | PA55000022    | Inscrit      | 2000  |      |